# Гватемала на летних Олимпийских играх 2008
Гватемала принимала участие в Летних Олимпийских играх 2008 года в Пекине (КНР) в двенадцатый раз за свою историю, но не завоевала ни одной медали. Участие в играх приняли участие 12 спортсменов из Гватемалы.

## Состав олимпийской сборной Гватемалы

### Бадминтон
Спортсменов — 1
Мужчины
| Спортсмен    | Соревнование     | 1/64          | 1/32                             | 1/16                 | Четвертьфиналы       | Полуфиналы           | Финал                | Финал                |                      |
| Спортсмен    | Соревнование     | Соперник Счёт | Соперник Счёт                    | Соперник Счёт        | Соперник Счёт        | Соперник Счёт        | Соперник Счёт        | Место                |                      |
| ------------ | ---------------- | ------------- | -------------------------------- | -------------------- | -------------------- | -------------------- | -------------------- | -------------------- | -------------------- |
| Кевин Кордон | одиночный разряд |               | Бао Чуньлай (CHN) П 17-21, 16-21 | Завершил выступление | Завершил выступление | Завершил выступление | Завершил выступление | Завершил выступление | Завершил выступление |

### Бокс
Спортсменов — 1
| Спортсмен       | Категория | 1/16                         | 1/8                  | Четвертьфинал        | Полуфинал            | Финал                |
| Спортсмен       | Категория | Результат                    | Результат            | Результат            | Результат            | Результат            |
| --------------- | --------- | ---------------------------- | -------------------- | -------------------- | -------------------- | -------------------- |
| Эдди Валенсуэла | до 51 кг  | Сомчит Чонгчохор (THA) П 1-6 | Завершил выступление | Завершил выступление | Завершил выступление | Завершил выступление |

### Конный спорт
Спортсменов — 1
Мужчины
| Спортсмен            | Соревнование          | Лошадь  | Квалификация | Квалификация | Квалификация | Квалификация | Квалификация | Квалификация | Квалификация | Квалификация | Финал                | Финал                | Финал                | Финал                | Финал                | Итого | Итого | Итого |
| Спортсмен            | Соревнование          | Лошадь  | 1 Раунд      | 1 Раунд      | 2 Раунд      | 2 Раунд      | 2 Раунд      | 3 Раунд      | 3 Раунд      | 3 Раунд      | Раунд A              | Раунд A              | Раунд B              | Раунд B              | Раунд B              | Итого | Итого | Итого |
| Спортсмен            | Соревнование          | Лошадь  | Штраф        | Место        | Штраф        | Всего        | Место        | Штраф        | Всего        | Место        | Штраф                | Место                | Штраф                | Всего                | Место                | Штраф | Место |       |
| -------------------- | --------------------- | ------- | ------------ | ------------ | ------------ | ------------ | ------------ | ------------ | ------------ | ------------ | -------------------- | -------------------- | -------------------- | -------------------- | -------------------- | ----- | ----- | ----- |
| Хуан Андрес Родригес | индивидуальный конкур | Орестус | 9            | 52 Q         | 9            | 18           | 40 Q         | 13           | 31           | 41           | Завершил выступление | Завершил выступление | Завершил выступление | Завершил выступление | Завершил выступление | 31    | 41    |       |

### Лёгкая атлетика
Спортсменов — 4

#### Мужчины
| Спортсмен            | Соревнование               | Финал     | Финал |
| Спортсмен            | Соревнование               | Результат | Место |
| -------------------- | -------------------------- | --------- | ----- |
| Альфредо Аревало     | марафон                    | 2:28,26   | 63    |
| Хосе Гарсиа          | марафон                    | 2:20,15   | 35    |
| Луис Фернандо Гарсия | спортивная ходьба на 50 км | 3:56,58   | 22    |

#### Женщины
| Спортсмен     | Соревнование               | Финал     | Финал |
| Спортсмен     | Соревнование               | Результат | Место |
| ------------- | -------------------------- | --------- | ----- |
| Эвелин Нуньес | спортивная ходьба на 20 км | 1:44:13   | 43    |

### Парусный спорт
Спортсменов — 1
Мужчины
| Спортсмен           | Категория | Гонка | Гонка | Гонка | Гонка | Гонка | Гонка | Гонка | Гонка | Гонка | Гонка | Гонка | Сумма | Место |
| Спортсмен           | Категория | 1     | 2     | 3     | 4     | 5     | 6     | 7     | 8     | 9     | 10    | М     | Сумма | Место |
| ------------------- | --------- | ----- | ----- | ----- | ----- | ----- | ----- | ----- | ----- | ----- | ----- | ----- | ----- | ----- |
| Хуан Игнасио Маэльи | лазер     | DSQ   | 9     | 39    | 16    | BFD   | 32    | 39    | 12    | 15    | —     | —     | 206   | 33    |

### Плавание
Спортсменов — 1
Женщины
| Спортсменка    | Соревнование   | Предварительные заплывы | Предварительные заплывы | Полуфиналы            | Полуфиналы            | Финал                 | Финал                 |
| Спортсменка    | Соревнование   | Результат               | Место                   | Результат             | Место                 | Результат             | Место                 |
| -------------- | -------------- | ----------------------- | ----------------------- | --------------------- | --------------------- | --------------------- | --------------------- |
| Жизела Моралес | 100 м на спине | 1.02,92                 | 38                      | Завершила выступление | Завершила выступление | Завершила выступление | Завершила выступление |
| Жизела Моралес | 200 м на спине | 2.14,54                 | 27                      | Завершила выступление | Завершила выступление | Завершила выступление | Завершила выступление |

### Современное пятиборье
Спортсменов — 1
Женщины
| Спортсмен       | Соревнование | Стрельба | Стрельба | Фехтование | Фехтование | Плавание | Плавание | Конкур | Конкур | Бег  | Бег   | Финал | Финал |
| Спортсмен       | Соревнование | Очки     | Место    | Очки       | Место      | Очки     | Место    | Очки   | Место  | Очки | Место | Очки  | Место |
| --------------- | ------------ | -------- | -------- | ---------- | ---------- | -------- | -------- | ------ | ------ | ---- | ----- | ----- | ----- |
| Рита Санс-Ахеро | женщины      | 988      | 31       | 568        | 35         | 1128     | 32       | 1116   | 18     | 1044 | 29    | 4844  | 24    |

### Стрельба
Спортсменов — 1
Мужчины
| Соревнование | Спортсмен          | Квалификация | Квалификация | Финал                | Финал                |
| Соревнование | Спортсмен          | Результат    | Место        | Результат            | Место                |
| ------------ | ------------------ | ------------ | ------------ | -------------------- | -------------------- |
| скит         | Хуан Карлос Ромеро | 111          | 26           | Завершил выступление | Завершил выступление |

### Тяжёлая атлетика
Спортсменов — 1
Мужчины
| Спортсмен      | Категория | Рывок     | Рывок | Толчок    | Толчок | Сумма | Место |
| Спортсмен      | Категория | Результат | Место | Результат | Место  | Сумма | Место |
| -------------- | --------- | --------- | ----- | --------- | ------ | ----- | ----- |
| Кристиан Лопес | до 105 кг | 150       | 17    | 186       | 17     | 336   | 16    |